# Окей-Овінге (Нью-Мексико)
Окей-Овінге (англ. Ohkay Owingeh) — переписна місцевість (CDP) в США, в окрузі Ріо-Арріба штату Нью-Мексико. Населення — 1464 особи (2020).

## Географія
Окей-Овінге розташований за координатами 36°2′32″ пн. ш. 106°3′23″ зх. д. / 36.04222° пн. ш. 106.05639° зх. д. (36.042157, -106.056395).  За даними Бюро перепису населення США в 2010 році переписна місцевість мала площу 9,96 км², з яких 9,94 км² — суходіл та 0,02 км² — водойми.

## Демографія
Згідно з переписом 2010 року, у переписній місцевості мешкали 1143 особи в 394 домогосподарствах у складі 301 родини. Густота населення становила 115 осіб/км².  Було 442 помешкання (44/км²).
Расовий склад населення:
| - 83,0 % — корінних американців - 3,9 % — білих - 0,2 % — азіатів - 0,1 % — чорних або афроамериканців - 9,0 % — осіб інших рас |

До двох чи більше рас належало 3,8 %. Частка іспаномовних становила 19,7 % від усіх жителів.
За віковим діапазоном населення розподілялося таким чином: 29,2 % — особи молодші 18 років, 58,9 % — особи у віці 18—64 років, 11,9 % — особи у віці 65 років та старші. Медіана віку мешканця становила 34,8 року. На 100 осіб жіночої статі у переписній місцевості припадало 86,2 чоловіків;  на 100 жінок у віці від 18 років та старших — 79,4 чоловіків також старших 18 років.
Середній дохід на одне домашнє господарство  становив 40 095 доларів США (медіана — 37 656), а середній дохід на одну сім'ю — 44 322 долари (медіана — 44 167). Медіана доходів становила 31 518 доларів для чоловіків та 28 500 доларів для жінок. За межею бідності перебувало 23,8 % осіб, у тому числі 18,0 % дітей у віці до 18 років та 47,3 % осіб у віці 65 років та старших.
Цивільне працевлаштоване населення становило 475 осіб. Основні галузі зайнятості: освіта, охорона здоров'я та соціальна допомога — 32,4 %, мистецтво, розваги та відпочинок — 24,2 %, публічна адміністрація — 13,5 %, роздрібна торгівля — 8,8 %.